# Kelvin Doe

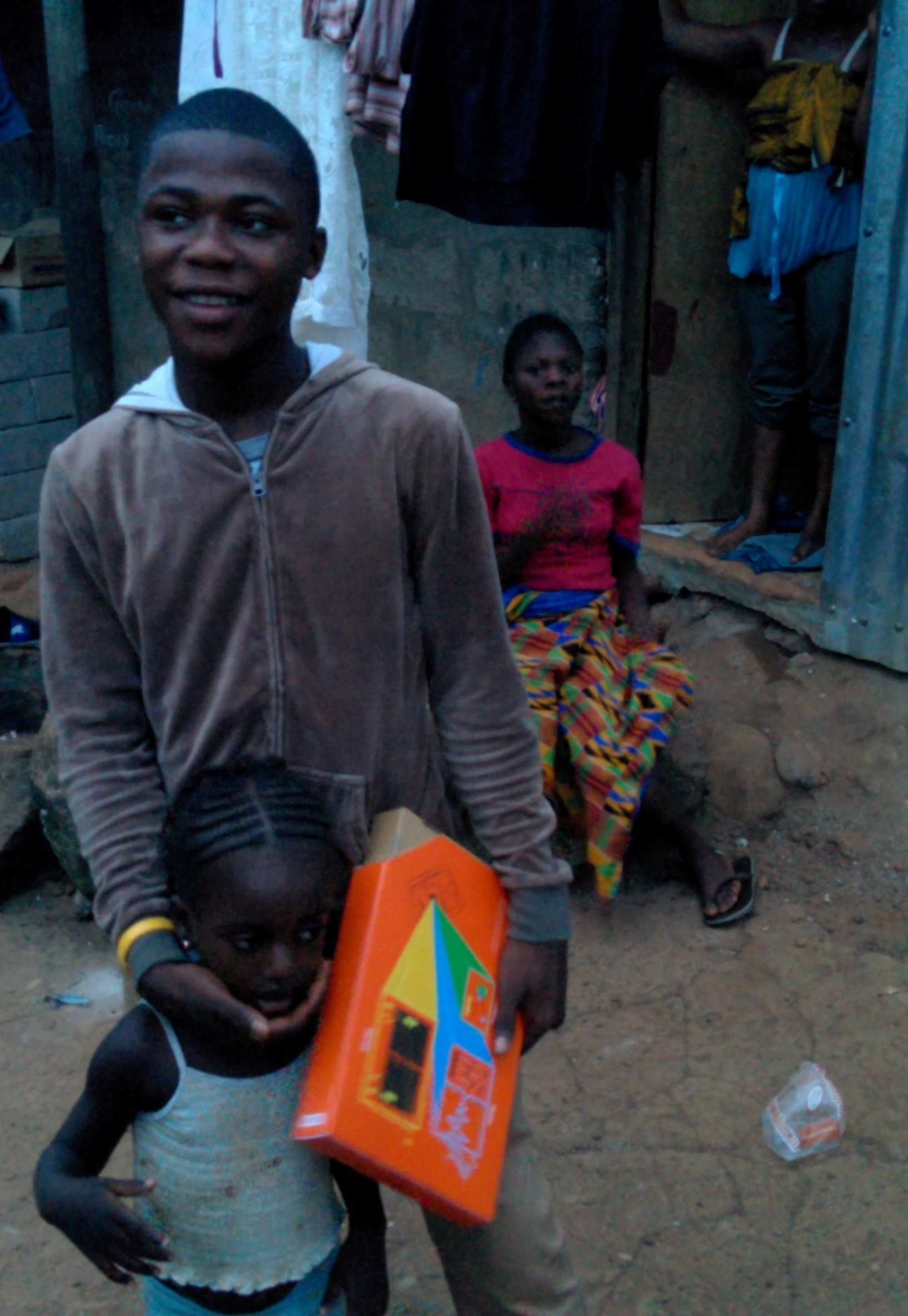
Kelvin Doe com seu kit de computador Kano em Serra Leoa em 2013

Kelvin Doe (nascido em 26 de outubro de 1996, em Freetown, Serra Leoa ), também conhecido como DJ Focus, é um engenheiro serra-leonês .

## Carreira
Ele é conhecido por aprender engenharia sozinho aos 12 anos e construir sua própria estação de rádio em Serra Leoa, onde toca música e transmite notícias sob o nome de "DJ Focus". Ele foi um dos finalistas do concurso de ideias Innovate Salone da GMin, no qual Doe construiu um gerador a partir de sucata. Doe usava constantemente peças descartadas de sucata eletrônica para construir transmissores, geradores e baterias.  
Como resultado de sua conquista, recebeu um convite para ir aos Estados Unidos e posteriormente se tornou a pessoa mais jovem a participar do "Visiting Practitioner's Program" do MIT .   
Posteriormente, Doe foi palestrante no TEDxTeen  e lecionou para estudantes de graduação em engenharia na Harvard College .  Em maio de 2013, Doe assinou um pacto de projeto solar de US$ 100.000 com a provedora canadense de serviços de alta velocidade Sierra WiFi. 
Ele teve a oportunidade de conhecer vários líderes mundiais, incluindo a ex-secretária de Estado dos EUA, Hillary Clinton, e a presidente de Gana , Nana Akufo-Addo . Ele também conseguiu falar aos jovens de África em diferentes plataformas. Em 2016, Kelvin Doe tornou-se membro honorário do Conselho da Emergency USA, uma organização com a missão de fornecer cuidados médicos e cirúrgicos gratuitos às vítimas da guerra e da pobreza. 
Doe agora possui e dirige sua própria empresa K-Doe Tech, Inc, onde projeta e vende produtos eletrônicos de consumo.  

## Reconhecimento
Suas realizações foram documentadas pela RadicalMedia e apresentadas em seu canal corporativo no YouTube . Quando o vídeo se tornou viral, a história foi divulgada pela CNN, NBC News e The Huffington Post .    Hoje, Doe é considerado um jovem inventor africano. 